# Aviron Bayonnais Rugby Pro
L'Aviron Bayonnais Rugby Pro és la secció de rugbi d'un club omnisports de Baiona. Triple campió de França, el 1913, 1934 i el 1943), actualment juga el Top 14.
El club té una mascota des del 2004. Es tracta d'un pottok conegut amb el nom de pottoka. A més a més, el 2007 l'afició del Baiona va rebre el premi de la millor afició el Top 14 per la intensitat del seu suport a l'equip.

## Palmarès

### National
- Campionat de França:
  - Campió: 1913, 1934 i 1943
  - Finalista: 1922, 1923, 1944 i 1982
- Copa de l'Esperança: 
  - Finalista: 1919
- Challenge Yves du Manoir:
  - Campió: 1936 i 1980
- Copa André Moga:
  - Campió: 1995

### Internacional
- 1/2 final del European Shield enfront del FC Auch
- 1/4 de final del European Challenge Cup enfront del London Irish

## Les finals de l'Aviron bayonnais

### Campionat de França
| Data de la final   | Vencedor         | Finalista          | Resultat | Lloc de la final               | Espectadors |
| 20 d'abril de 1913 | Aviron bayonnais | SCUF               | 31-8     | Stade Yves-du-Manoir Colombes  | 20.000      |
| 23 d'abril de 1922 | Stade Toulousain | Aviron bayonnais   | 6-0      | Route du Médoc Le Bouscat      | 20.000      |
| 13 de maig de 1923 | Stade Toulousain | Aviron bayonnais   | 3-0      | Stade Yves-du-Manoir Colombes  | 15.000      |
| 13 de maig de 1934 | Aviron bayonnais | Biarritz olympique | 13-8     | Stade des Ponts Jumeaux Tolosa | 18.000      |
| 21 de març de 1943 | Aviron bayonnais | SU Agen            | 3-0      | Parc des Princes París         | 28.000      |
| 26 de març de 1944 | USA Perpinyà     | Aviron bayonnais   | 20-5     | Parc des Princes París         | 35.000      |
| 29 de maig de 1982 | SU Agen          | Aviron bayonnais   | 18-9     | Parc des Princes París         | 41.165      |

### Copa de l'Esperança
| Data de la final  | Vencedor           | Finalista        | Resultat | Lloc de la final          | Espectadors |
| 4 d'abril de 1919 | Stadoceste tarbais | Aviron bayonnais | 4-3      | Route du Médoc Le Bouscat | ?           |

### Challenge Yves du Manoir
| Data de la final   | Vencedor         | Finalista    | Resultat | Lloc de la final       | Espectadors |
| 8 de març de 1936  | Aviron bayonnais | USA Perpinyà | 9-3      | Parc des Sports Tolosa | ?           |
| 31 de maig de 1980 | Aviron bayonnais | AS Béziers   | 16-10    | Parc des Princes París | ?           |

## Jugadors emblemàtics
| - André Alvarez - Robert Baulon - André Béhotéguy - Henri Béhotéguy - Christian Bélascain - Eugène Billac - Maurice Celhay | - Jean Dauger - Pierre Dospital - Richard Dourthe - Bernard Duprat - Pepito Elhorga - Fernand Forgues - Jean-Michel Gonzalez | - Jean Iraçabal - Louis Junquas - Paul Labadie - Patrice Lagisquet - Christophe Lamaison - Daniel Larrechea - Félix Lasserre - Christian Magnanou | - James McLaren - Rémy Martin - Laurent Pardo - Patrick Perrier - Roland Pétrissans - Jacques Rollet - David Roumieu - Jean-Marie Usandisaga |